# Big Boys (Film)
Big Boys ist eine Tragikomödie von Corey Sherman. Die Premiere des Coming-of-Age-Films mit Isaac Krasner in der Hauptrolle als 14-Jähriger, der sich während eines Campingausflugs in die San Bernardino Mountains in den Freund seiner Cousine verliebt, erfolgte im März 2023 beim Flare London LGBTQ+ Film Festival. Ende Mai 2024 kam der Film in die US-Kinos.

## Handlung
Der 14-jährige Jamie hat sich so sehr auf einen Campingausflug in die kalifornischen Wälder gemeinsam mit seinem Bruder Will und seiner Lieblingscousine Allie gefreut. Die hat jedoch ihren neuen Freund Dan mitgebracht, und Jamie glaubt, das Wochenende sei nun ruiniert. Trotz Jamies anfänglicher Eifersucht auf den selbstbewussten Dan entwickelt sich zwischen den „großen Jungs“ beim gemeinsamen Kochen und Spielen schnell eine Freundschaft.

## Produktion

### Filmstab und Besetzung
Regie führte Corey Sherman, der auch das Drehbuch schrieb. Bei Big Boys handelt es sich um seinen ersten Spielfilm. Gemeinsam mit Erik Vogt-Nilsen übernahm Sherman auch den Filmschnitt. Die Idee für Big Boys hatte der Regisseur im Mai 2021 während eines Roadtrips mit seinem Bruder und ihrem Vater, als sie am Ende in Kentucky zelteten. Über seine eigenen Erfahrungen als schwuler, junger Mann erklärte Sherman, er sei zwar stolz darauf gewesen, schwul zu sein, habe sich aber nicht so verhalten. Wie Jamie im Film hat auch Sherman einen älteren Bruder.
Isaac Krasner spielt in der Hauptrolle den 14-jährigen Jamie. Der Nachwuchsschauspieler war bereits in The Truth About Santa Claus von Chris Bayon in einer Nebenrolle zu sehen und wurde für eine Hauptrolle in dem Thriller Holland, Michigan von Mimi Cave gecastet, in dem er an der Seite von Rachel Sennott, Matthew Macfadyen, Nicole Kidman, Gael García Bernal, Lennon Parham und Jude Hill spielt. Taj Cross, bekannt aus der Fernsehserie PEN15, ist in der Rolle seines älteren Bruders Will zu sehen. Dora Madison spielt ihre Cousine Allie und David Johnson III deren neuen Freund Dan. Jack De Sanz spielt eine ältere, in Jamies Augen attraktive Version seiner selbst, der in seiner Fantasie mit Dan intim wird. In einer Nebenrolle ist Marion Van Cuyck als Erika zu sehen, mit der Jamies Bruder ihn zu verkuppeln versucht. Emily Deschanel spielt Jamies und Wills Mutter Nicole.

### Dreharbeiten und Filmmusik

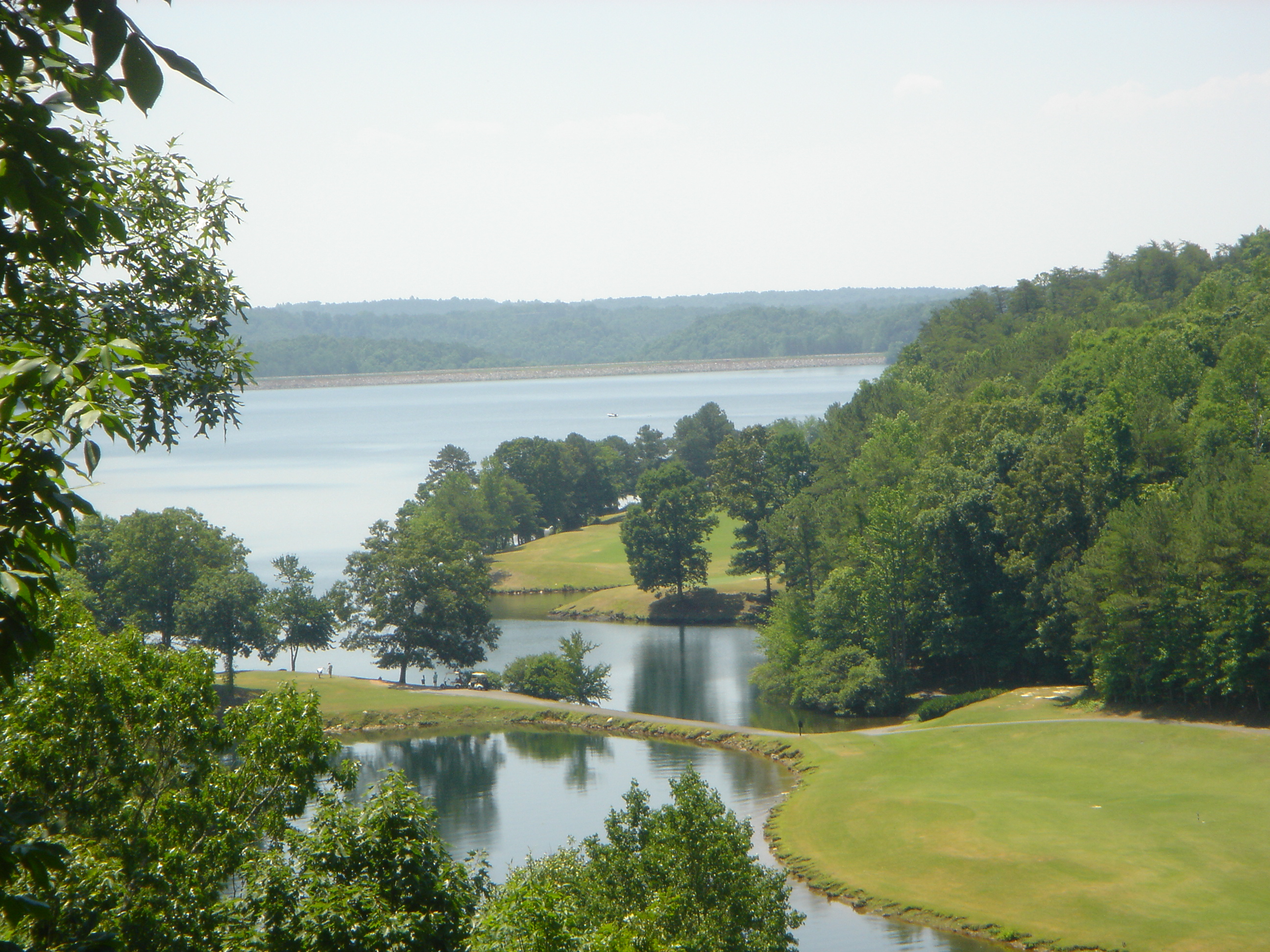
Gedreht wurde am Lake Arrowhead in Kalifornien

Die Dreharbeiten fanden im Sommer 2022 am Lake Arrowhead in den San Bernardino Mountains in Kalifornien statt. Als Kameramann fungierte Gus Bendinelli. Zuvor hatte er für eine Reihe von Musikvideos und den Thriller American Cherry von Marcella Cytrynowicz gearbeitet.
Die Filmmusik komponierte der Electronica-Musiker Will Wiesenfeld, besser bekannt unter seinem Künstlernamen Baths. Er singt die im Film zu hörenden Lieder selbst. Sherman erklärte, bereits lange Jahre ein großer Fan seiner Arbeit zu sein.

### Veröffentlichung
Die Premiere des Films erfolgte am 18. März 2023 beim Flare London LGBTQ+ Film Festival. Anfang Juni 2023 wurde er beim Zlín Filmfest gezeigt. Ab Mitte Juni 2023 wurde er beim Provincetown Film Festival und bei Frameline47 und hiernach beim Bentonville Film Festival gezeigt. Im Juli 2023 wurde er beim Giffoni Film Festival und beim Outfest Los Angeles LGBTQ+ Film Festival vorgestellt und Ende September 2023 beim Calgary International Film Festival. Im Januar 2024 wurde er beim Palm Springs International Film Festival gezeigt. Der US-Kinostart erfolgte am 31. Mai 2024. Im November 2024 wird Big Boys beim Internationalen Filmfestival Mannheim-Heidelberg vorgestellt.

## Rezeption

### Kritiken
Von den bei Rotten Tomatoes aufgeführten Kritiken sind alle positiv bei einer durchschnittlichen Bewertung mit 8,3 von 10 möglichen Punkten.
Ryan Gilbey schreibt im Guardian, der 16-jährige Hauptdarsteller Isaac Krasner liefere in Big Boys eine bahnbrechende Leistung ab, die an Jason Schwartzman in der Rolle von Max Fischer in Wes Andersons Rushmore erinnere und dessen ausdrucksstarkes Gezappel Jamies inneres Chaos verrät. Mit der brillanten Kameraarbeit von Gus Bendinellis und der Filmmusik von Baths erinnere Big Boys auch an Blue Jeans von Hugues Burin des Roziers aus dem Jahr 1977.

### Auszeichnungen
Cleveland International Film Festival 2024
- Nominierung im American Independents Competition[16]

Frameline Filmfestival 2023
- Lobende Erwähnung im First Feature Competition[17]

Giffoni Film Festival 2023
- Nominierung im Wettbewerb Generator +13[10]

GLAAD Media Awards 2025
- Nominierung als Bester Film in der Kategorie „Limited Theatrical Release“[18]

Independent Spirit Awards 2025
- Nominierung für den John Cassavetes Award (Corey Sherman und Allison Tate)
- Nominierung als Bester Nachwuchs (Isaac Krasner)[19]

Outfest Los Angeles LGBTQ+ Film Festival 2023
- Auszeichnung als Bester Darsteller mit dem Grand Jury Prize – North American Narrative Feature Competition (Isaac Krasner)[20]

Palm Springs International Film Festival 2024
- Nominierung für den Young Cineastes Award[21]

Seattle Queer Film Festival 2023
- Auszeichnung als Bester Langfilm durch die Youth Jury
- Lobende Erwähnung der Jury[22]

Zlín Filmfest 2023
- Nominierung im Internationalen Wettbewerb – Spielfilme für Jugendliche ab 15 Jahren[7]